# Cecilia Santiago
Aurora Cecilia Santiago Cisneros (Los Reyes La Paz, Estado de México, México; 19 de octubre de 1994), comúnmente llamada Cecilia Santiago, es una futbolista mexicana que juega como guardameta para el Tigres de la UANL de la Primera División Femenil de México y para la selección femenil de México. Jugó la Copa del Mundo de 2011 en Alemania a la edad de 16 años y 251 días, convirtiéndose así en la jugadora más joven en jugar un mundial femenil.

## Trayectoria
Comenzó su carrera jugando en el Centro de Formación de Fútbol Femenil "Club Laguna" en la Ciudad de México, que dirige la DT Mercedes Rodríguez Alemán, exSeleccionada Nacional y pionera del fútbol femenil en México; en la Liga Mexicana de Fútbol Femenil en octubre de 2010.
En 2013 fichó por el Boston Breakers de la liga National Women's Soccer de Estados Unidos. 
En el 2014 pasó a formar parte del FC Kansas City. 
El 23 de julio de 2015 se oficializó su traspaso al equipo femenil de Apollon Limassol de la Primera División  de Chipre.

## Selección nacional
Su trayectoria internacional comenzó en 2010, precisamente en la Copa Oro Femenil de la CONCACAF. Después de que México se clasificara a la Copa Mundial de Fútbol Femenino de 2011, Santiago debutó en este torneo el 27 de junio de 2011, en un empate a 1 entre selección de México e selección de Inglaterra, partido jugado en el Volkswagen-Arena de Wolfsburgo. De este modo se convirtió en la jugadora más joven en participar en un Mundial femenino.
Un año atrás fue la jugadora más joven en jugar una Copa Mundial Femenina de Fútbol Sub-20 (también llevada a cabo en Alemania) a la edad de 15 años 9 meses. Santiago fue factor para que México avanzara a cuartos de final del Mundial Sub-20. 
También formó parte de la selección de México Sub-17 que participó en el torneo de CONCACAF Sub-17. 
Es la única cancerbera mexicana en disputar cinco mundiales en cualquier rango de edad.

## Clubes
| Club               | País           | Año         |
| ------------------ | -------------- | ----------- |
| Club Santos Laguna | México         | 2010 - 2013 |
| Boston Breakers    | Estados Unidos | 2013        |
| FC Kansas City     | Estados Unidos | 2014 - 2015 |
| Apollon Limassol   | Chipre         | 2015 - 2017 |
| América            | México         | 2017 - 2019 |
| PSV-FCE Eindhoven  | Países Bajos   | 2019 - 2021 |
| Tigres de la UANL  | México         | 2021 - 2025 |

## Participaciones en Copas del Mundo
| Mundial                                 | Sede     | Resultado    | Partidos | Goles |
| --------------------------------------- | -------- | ------------ | -------- | ----- |
| Copa Mundial Femenina de Fútbol de 2011 | Alemania | Primera Fase | 3        | 0     |
| Copa Mundial Femenina de Fútbol de 2015 | Canadá   | Primera Fase | 3        | 0     |

## Participaciones en Copas del Mundo Sub-20
| Mundial                              | Sede     | Resultado        | Partidos | Goles |
| ------------------------------------ | -------- | ---------------- | -------- | ----- |
| Copa Mundial Femenina Sub-20 de 2010 | Alemania | Cuartos de final | 4        | 0     |
| Copa Mundial Femenina Sub-20 de 2012 | Japón    | Cuartos de final | 4        | 0     |
| Copa Mundial Femenina Sub-20 de 2014 | Canadá   | Fase de grupos   | 3        | 0     |

## Palmarés

### Campeonatos nacionales
| Título                   | Club          | País         | Año     |
| ------------------------ | ------------- | ------------ | ------- |
| Primera División         | América       | México       | 2018    |
| Copa de los Países Bajos | PSV Eindhoven | Países Bajos | 2020-21 |
| Primera División         | Tigres        | México       | 2022    |